# Никитин, Василий Петрович (ориенталист)
Васи́лий Петро́вич Ники́тин (1 [13] января 1885, Сосновец, Петроковская губерния, Российская империя — 7 июня 1960, Франция) — российский дипломат, ориенталист, тюрколог, курдолог, переводчик и евразиец. Награждён сербским орденом Святого Саввы 4-й степени (1912), персидским орденом Льва и Солнца 3-й степени (1913), российскими — Святого Станислава 3-й степени (1914) и Святой Анны 3-й степени (1916).

## Биография
Родился 1 (13) января 1885 года в Польше, в городе Сосновец Петроковской губернии Российской империи, на границе с Австро-Венгрией в дворянской семье. Его отец — статский советник Пётр Александрович (ум. 1912), служил на таможне.
В 1904 году окончил 6-ю Варшавскую гимназию в Варшаве и поступил на арабо-персидско-турецкий разряд в Лазаревский институт восточных языков в Москве. Окончил институт в декабре 1907 года. В студенческие годы много путешествовал (Италия, Тунис, Болгария).
Никитин поступил в Учебное отделение восточных языков при Азиатском департаменте Министерства иностранных дел, готовившее кадры для российской дипломатической службы. После его окончания на дипломатической службе. В 1909 году впервые побывал в Каджарском Иране, с 1912 года, до и во время Первой мировой войны находился там непрерывно на различных должностях: с февраля 1912 года — секретарь консульства в Реште, с августа 1913 года — временно управляющий консульством, с 31 мая 1915 года — управляющий, с 30 сентября — вице-консул в Урмии. Начальник Никитина, выдающийся востоковед В. Ф. Минорский свидетельствовал его «добросовестность, истинное понимание русских интересов и особенно ценный просвещенный интерес к делу». Параллельно со служебными обязанностями Никитин изучал мёртвый сирийский язык арамейской группы семитских языков. Октябрьская революция 1917 года в России была изменением и судьбы Василия Никитина. Российское вице-консульство в Урмии, как и большинство российских посольств за рубежом, сохранило свою верность временному правительству. Помощник комиссара Временного правительства Виктор Шкловский, который занимался эвакуацией русских войск из Персии, встречался с Никитиным в декабре 1917 года и писал, что Никитин убит при отходе русских войск из Персии. Никитин в июле 1919 года отправился в Париж, став эмигрантом. Сам Никитин сообщает:
14 апреля 1918 закрыл вице-консульство и выехал через Тавриз в Тегеран. Доехав до Казвина, короткий срок работал при полковнике Бичерахове и английском командовании. В июле 1918 прибыл в Тегеран, где исполнял обязанности 2-го драгомана Миссии до 23 мая 1919, когда выехал в отпуск во Францию.
Никитин не натурализовался, жил до смерти апатридом.
До 1951 года Никитин служил в государственном Французском банке внешней торговли (Banque française du commerce extérieur, BFCE), где в последние годы заведовал отделом экономических исследований и издавал бюллетени по вопросам внешней торговли.
В 1957 году через берлинский «Комитет по возвращению на Родину» Никитин нашёл в Москве своих сестёр Елену и Лидию.
Умер 8 июня 1960 года.

## Научная деятельность
Научная карьера Никитина не удалась. 4 августа 1924 года он писал в письме Георгию Вернадскому:
Всегда чувствовал и до сих пор продолжаю влечение к научным занятиям, но жизнь отталкивала в сторону. Первым и решающим толчком был отказ Латышева принять меня на стипендию в Ист[орико]-филол[огический] инст[итут], чему мешал факт окончания Лазаревского института. Здесь, уже в эмиграции, делал тоже неудавшиеся попытки. Между прочим, и у чехов, которые собирались открывать в Праге что-то востоковедное. Единственное реальное предложение я имел во Львовский унив[ерситет], но условия были крайне шаткие. Я знаю совсем прилично польский яз[ык], т. к. родился в Польше и гимназию кончал в Варшаве. Знаю также болгарский, а сейчас пришлось заниматься сербским и начинаю с ним осваиваться. Если прибавить к этому знание европ[ейских] языков, то получится перечень языковых средств работы довольно внушительный, но товар этот имеет мало спроса и я вынужден работать в одном французском банке в ожидании лучшего. Конечно, парижская интеллектуальная атмосфера, обилие обществ, изданий, библиотек, компенсирует много, особенно когда с течением времени (я с женой здесь уже с июля 1919 г.) образуется круг знакомых. Я имею в виду не русскую среду. От неё отошел после принятия слишком сильной дозы политики в Исполн[ительном] комит[ете] б[ывших] членов Учр[едительного] собр[ания], где я был секретарем юридич[еской] комиссии и где близко видел всю эту стряпню.
По словам Никитина, «сердце тянуло больше к изучению персидской психики, чем к рассмотрению ввоза в Египет сапожного инструмента». Никитин принимал активное участие в работе различных международных востоковедных организаций как признанный эксперт по проблемам Ирана, особенно истории, религии и культуре курдов, и восточной политике России/СССР. Как и другой основоположник курдоведения Александр Жаба, который служил консулом в Эрзуруме, Никитин, будучи крупным учёным, не имел востоковедческого образования и не был академиком. В 1924 году стал членом Азиатского общества (Société Asiatique) в Париже и активным сотрудником его печатного органа Journal asiatique, в 1933 году — иностранным членом Польского ориенталистического общества (Polskie Towarzystwo Orientalistyczne), сотрудничая одновременно в его печатном органе Rocznik Orientalistyczny. Также был членом Société d'Ethnographie française (ныне Société d'ethnologie française, SEF), до конца 1920-х годов — Русского общества изучения Востока.
Как ориенталист Никитин посвятил себя изучению Ирана, его истории, культуры и литературы. Большую известность принесли Никитину его работы о курдах, поставив его имя в первый ряд мировой курдологии. В 1956 году в Париже издан обобщающий труд Никитина в этой области Les Kurdes. Etude sociologique et historique (на русском языке издан в 1964 году в Москве). Хотя Никитин не принадлежал к академическому сообществу, книга издана при поддержке Национального центра научных исследований. Предисловие к книге написал Луи Массиньон, ведущий французский ориенталист, заведующий кафедрой исламской социологии в Коллеж де Франс в Париже в 1926—1959 годах. Поэтому книга получила важную научную легитимность. Это первая монография о курдах, изданная во Франции. Труд Никитина освещает проблемы происхождения курдов, их религиозных верований, касается лингвистических и социально-этнографических аспектов курдологии. После Никитина во Франции за такую всеобъемлющую монографию никто не брался. Никитин писал в предисловии автора к французскому изданию:
Следует попытаться объективно представить его [курдский народ] себе таким, каков он есть, со всеми его хорошими и дурными сторонами, отбросив существующие предвзятые суждения.
Особую группу работ Никитина составляют статьи, рассматривающие историю дипломатических отношений стран Ближнего Востока и Европы. Несомненный интерес представляет его статья-очерк «Русский дервиш» о пребывании Велимира Хлебникова в Иране, опубликованная в Тегеране в 1955 году.
В многочисленных работах в 1920—1950-х годах Никитин использовал новейшую советскую научную литературу. Никитин до Второй мировой войны вёл переписку с советскими востоковедами, в частности с академиком Н. Я. Марром, с которым познакомился в Париже в 1927 году, и его аспирантом Арабом Шамиловым. После войны Никитин начал восстанавливать связи с советскими коллегами. Борис Заходер в конце 1950-х годов приглашал Никитина в СССР.

## Переводы
Никитин перевёл на французский язык труд историка Ивана Ивановича Гапановича (1891—1982) «Историографическое наследие русского зарубежья», изданный в Пекине в 1935 году. Под названием Introduction à l’histoire de la Russie : historiographie russe hors de la Russie книга вышла в Париже в 1946 году. Также Никитин перевёл на французский язык лекции академика Василия Бартольда «История изучения Востока в Европе и России» (изданы под названием La découverte de l’Asie : histoire de l’orientalisme en Europe et en Russie в Париже в 1947 году).

## Евразийство
В 1920-е годы в Париже Никитин сближается с группой деятелей евразийского движения, сторонники которого пытались объяснить произошедшие в России революционные события самобытностью её духовного уклада и исторического пути, а также особенностями географического положения (между Востоком и Западом). В 1926—1929 годах Никитин опубликовал более двадцати работ в евразийских изданиях — в журнале «Евразийская хроника», в газете «Евразия», в «Вёрстах» и «Евразийском временнике». В своих автобиографических заметках Никитин писал:
Я охвачен евразийскими пространствами <…> Среди моих немногочисленных русских сочинений мое любимое — «Иран, Туран и Россия», сочинение, в котором я подчеркиваю евразийские черты нашего национального характера: турецкая кочевническая простота, богоискательство. И моя статья «Ритмы Евразии».
В 1930 году Никитин ушёл из евразийства. В 1954 году Никитин так описал мотивы своего участия, а затем ухода из движения:
Я примыкал к евразийству с 1926 по 1930 г. главным образом из-за интереса проявляемого этим движением к Востоку, писал в его изданиях (главная статья моя «Иран, Туран и Россия»), делал доклады о культуре Ирана в евраз[ийском] семинаре и т. д. Мои материалы не исчерпывают, конечно, истории евразийства, так как в «святые святых» я не проник, но они могут явиться полезным дополнением для будущего историка этого движения, несомненно, заслуживающего быть изученным. До известной степени оно может считаться продолжением славянофильства в своем антиевропейском аспекте, но в основном евразийство было проявлением оригинальной русской общественной мысли в эмиграции. Оно было спровоцировано большевицкой агентурой, но этой стороны деятельности его я не знаю. Помню лишь, что в Россию ездил некто Арапов и что на эту связь с Родиной возлагались, по-видимому, какие-то надежды. Так или иначе, но к концу 1929 года (после моей серьёзной болезни, выведшей меня из строя на 3 месяца) евразийство впало в идеологический (между правым и левым крылом его) и финансовый кризис, что в 1930 г.
привело к прекращению его выступлений в печати или на собраниях.
Из выписок из записных книжек, касающихся евразийства, Никитин формировал с 1930 года более сорока тетрадей так называемой «Книги беженского житья», жанр которой М. Ю. Сорокина определяет «как „записи с голоса“, своего рода разновидность oral history». Никитин поддерживал тесные отношения с историком-евразийцем Георгием Вернадским, с которым переписывался с 1924 по 1959 год.

## Ремизовиана. Дружба и литературное сотрудничество с А. М. Ремизовым
Никитин — один из постоянных персонажей автобиографической прозы писателя Алексея Ремизова 1940—1950-х годов, «бывший урмийский консул, почётный легион и все персидские наречия от древнего пехлеви до современной арабской прослойки, эмир обезвелволпала». Никитин получил прозвище «эмир» в Обезьяньей Великой и Вольной Палате царя Асыки (ОБЕЗВЕЛВОЛПА́Л) и почтён грамотой о принятии в члены этого шуточного «тайного» общества, придуманного А. М. Ремизовым.
После переезда Никитина в 1943 году в дом на парижской улице Буало, 7, где жили Ремизовы с 1935 года, Никитин и Ремизов становятся соседями и друзьями. Никитин — среди постоянных посетителей Ремизова, вдохновитель и непременный участник «восточных бесед», проходивших на квартире Ремизова по четвергам. Ремизов консультировался у Никитина по вопросам этимологии, разного рода памятников персидской и арабской литературы и фольклора, а также исторических реалий, спрашивал совета, просил принести нужные книги. Многолетние записи Никитина — неоценимый биографический материал для изучения окружения Ремизова в годы его парижской эмиграции, интересов и пристрастий писателя в последний период его жизни. В Рукописный отдел ИРЛИ Никитиным были переданы записи «ремизовианы» за 1954, 1956 и 1957 годы. Никитин отмечал:
С 1943 по 1953 я регулярно вёл записи моих посещений у А. М. Ремизова. Эта Remizoviana, за 10 лет, находится в Нью-Йоркском архиве эмиграции. Болезни, как А. М., так и мои, нарушили установившийся за долгие годы порядок наших отношений. Я перестал бывать ежедневно <…> Теперь как будто опять налаживается возможность встречаться по-прежнему и вести записи о наших беседах.
Проникновенные страницы посвящены Никитину в книге Ремизова «Мышкина дудочка»:
Моё восточное соединяет меня с нашим востоковедом «эмиром» Василием Петровичем Никитиным, кудесником нашего Оракула и чернокнижником (Чёрными книгами весь его подвал забит). Жил «Эмир» на 4-м <…> а теперь на 8-м, выше некуда. В светлые ночи, после трудов, любуется он на Париж, вышептывая любимые стихи Мохамеда Икбаля из Лагора: 
Долина любви очень далека, дорога длинная, но

свершение столетнего пути в одном вздохе мгновенно.

В поисках трудись и не выпускай из рук полы надежды,

богатство там, ты обретешь его в конце пути мгновенно.
<…> Его называют «марид» — «дух отреченья и изгнанья»; возможно, что он и есть «марид», но только добрый из маридов — «инфид» <…> Он знает мое пристрастие к словам и чудесному — к тому, что не бывает, а только живет в человеческом желании, — к легендам, сказкам, вымыслам. Из каждого нашего свидания я всегда что-нибудь получаю чудесное и всегда жду персидской субботы.
Никитин переводил и толковал Ремизову восточные тексты. Наталья Кодрянская свидетельствует: 
Материалы Алексею Михайловичу доставал и переводил с арабского и персидского его долголетний друг и сосед ориенталист В. П. Никитин. Эти сказки вошли в сборник «Павым пером», последнюю книгу Ремизова, подготовленную им к печати.

## Память
В начале 1950-х годов Никитин написал мемуары «Арабески: почему я стал восточником?».
В 1961 году опубликованы воспоминания в журнале Folia Orientalia за 1960 год отделения Польской академии наук в Кракове. В том же издании опубликован единственный некролог, который написал иранист Франтишек Махальский.
В 1964 году в СССР издана на русском языке книга Василия Никитина «Курды». Перевёл с французского книгу востоковед Иван Омарович Фаризов (1923—2012), автор уникального «Русско-курдского словаря. Около 30 тыс. слов» (1957).
Архив Никитина хранится в Бахметевском архиве Колумбийского университета в Нью-Йорке. Другая часть архива Никитина хранится в Институте восточных рукописей Российской Академии наук в Санкт-Петербурге; некоторые материалы, связанные с А. М. Ремизовым, были переданы Никитиным в Пушкинский Дом (ИРЛИ РАН). Письма и работы Никитина сохранились в личном фонде академика Владимира Гордлевского в Архиве РАН. Наталья Юрьевна Грякалова опубликовала воспоминания Никитина из архива Никитина в фонде А. М. Ремизова в Пушкинском Доме (ИРЛИ РАН) в 1993 году. В 2001 году М. Ю. Сорокина опубликовала записи из «Книги беженского житья» и письма Г. В. Вернадскому, в 2014 году — очерк «Мое знакомство с А. М. Ремизовым (А. М. Ремизов и востоковедение)» из личного фонда Никитина в Бахметевском архиве, а  также очерк «Каларудхан» в 2014 году из личного фонда В. А. Гордлевского в Архиве РАН.

## Личная жизнь
Жена — Лаура Леандровна (род. 1880).